# The Lost Crowes
The Lost Crowes ist ein 2006 veröffentlichtes Doppelalbum der Black Crowes. Es handelt sich um eine Zusammenstellung von Material zweier zuvor nicht veröffentlichter Studioalben, Tall und Band. Alle Titel beider Sessions wurden von den Brüdern Chris und Rich Robinson geschrieben. Die neue Abmischung im Jahr 2006 übernahm der Brite Paul Stacey, der kurz darauf als Gitarrist bei den Black Crowes einstieg.

## Disk 1:Tall
Nachdem die Band das Jahresende 1993 mit Proben und Vorproduktion verbracht hatte, begannen sie nach der Weihnachtspause im Januar 1994 mit den Aufnahmen zum Album Tall. Einige Wochen nach Ende der Aufnahmesession stellten die Robinson-Brüder fest, dass dem Album ein Höhepunkt fehle. Daher beschlossen sie, noch einmal mit der Band ins Studio zu gehen und einige weitere Stücke aufzunehmen. Letztendlich wurden die meisten Lieder neu aufgenommen und auf dem Album Amorica veröffentlicht. Die Bänder der Tall-Sessions verschwanden in den Archiven bzw. kursierten als Bootlegs in Fan-Kreisen.

### Titelliste
1. A Conspiracy – 4:39 [*]
2. Evil Eye – 4:26 [#]
3. Cursed Diamond – 5:45 [*]
4. London P.25 – 3:33 [*]
5. Dirty Hair Halo – 4:51
6. Hi-Head Blues – 4:20 [*]
7. Feathers – 6:41
8. Nonfiction – 4:13 [*]
9. Tied Up and Swallowed – 4:19 [+]
10. Wiser Time – 6:17 [*]
11. Sunday Buttermilk Waltz – 2:30 [+]
12. Descending – 5:25 [*]
13. Lowdown – 4:51 [**]
14. Tornado – 2:41
15. Song of the Flesh – 3:44 [+]
16. Thunderstorm 6:54 – 4:03

[*] Neu aufgenommene Version auf dem Album amorica. veröffentlicht.
[#] Neu aufgenommene Version auf dem Album Three Snakes & One Charm veröffentlicht.
[+] Neu gemischte Version als Bonus-Track auf amorica. veröffentlicht.
[**] Neu aufgenommene Version unter dem Titel Ballad in Urgency auf amorica. veröffentlicht.

### Gastmusiker
- Gary Louris: Backing Vocals auf 1; 8; 9; 10; 15 & 16
- Andy Sturmer: Backing Vocals auf 2; 4; 5; 6; 9; 10; 12 & 13
- Eric Bobo: Percussion auf 1; 5; 8; 9; 10 & 13
- Karen Grotberg: Backing Vocals auf 1
- Bruce Kaphan: Pedal Steel auf 10

### Wissenswertes
- Der Albumtitel Tall – zu Deutsch groß/hoch(-gewachsen) – nimmt Bezug auf die überdurchschnittliche Körperlänge aller Bandmitglieder. Im übertragenen Sinne kann er sich auch auf einen erweiterten Bewusstseinszustand beziehen.

## Disk 2:Band
Nach der Tournee zum Album Three Snakes and One Charm nahm die Band im Mai/Juni 1997 das Album Band auf, das zwar nicht veröffentlicht wurde, jedoch im Jahr 2002 fertig gemischt auf nicht offiziellem Wege in die Hände der Fans gelangte. Nach der Sommertournee 1997 wurde Gitarrist Marc Ford gefeuert, auch Bassist Johnny Colt verließ die Band. Dies sei laut Chris Robinson jedoch nicht Grund für die Nichtveröffentlichung gewesen. Vielmehr sei die Plattenfirma nicht von dem Material überzeugt gewesen. Nach der offiziellen Veröffentlichung als Teil von The Lost Crowes wurde Band (das sich von der 2002 verbreiteten Version geringfügig in der Abmischung und Titelauswahl unterscheidet) von der Kritik hoch gelobt und mit zu den besten Aufnahmen der Black Crowes gezählt.

### Titelliste
1. Paint an 8 – 3:05
2. Another Roadside Tragedy – 5:31
3. If It Ever Stops Raining – 4:45
4. Wyoming & Me – 4:15
5. Predictable – 3:14
6. Never Forget This Song – 3:43
7. Lifevest – 3:19
8. Grinnin – 3:16
9. My Heart’s Killing Me – 5:06
10. Peace Anyway – 4:01

- If It Ever Stops Raining wurde 1998 mit neuem Refrain-Text als Titelstück des Albums By Your Side veröffentlicht.
- Peace Anyway wurde in einer neuen Version als B-Seite der By-Your-Side-Single veröffentlicht.

### Gastmusiker
- Erica Newell: Backing Vocals auf 1; 2; 3 & 10
- Donny Herron: Lap Steel auf 4, Mandoline auf 7 & Fiddle auf 9
- The Dirty Dozen Brass Band: Blasinstrumente auf 4

### The Nashville Sessions
- Das Band-Bootleg kursierte unter den alternativen Namen The Band Sessions und The Nashville Sessions. Letzterer nahm Bezug auf den vermeintlichen Aufnahmeort in Tennessee, wo jedoch laut CD-Booklet nur die Titel 6 und 8 sowie die Overdubs der Gastmusiker aufgenommen wurden.
- Die Titellisten zwischen Bootleg und Lost-Crowes-Version unterscheiden sich in Auswahl und Reihenfolge: Die Stücke Only a Fool (erschien später auf By Your Side und als Single) und Smile (später B-Seite von Only a Fool) wurden weggelassen, Peace Anyway kam hinzu und OK By Me wurde unter seinem ursprünglichen Titel Grinnin veröffentlicht (der Song hatte ursprünglich einen anderen Text).
- Unter dem Titel The Band Rehearsals (Rehearsals = Proben) gelangte Ende 2003 weiteres Sessionmaterial mit weiteren Stücken an die „Öffentlichkeit“. Im Gegensatz zum fertig gemischten Band-Bootleg liegt hier nur ein Mono-Mix vor, außerdem fehlen Overdub-Spuren.